# Blend S
Blend S (ブレンド・S Burendo Esu) là một loạt manga bốn khung tranh Nhật Bản được viết và minh họa bởi Nakayama Miyuki. Bộ truyện lần đầu tiên được xuất bản vào số tháng 10 năm 2013 trong tạp chí Manga Time Kirara Carat của nhà xuất bản Houbunsha. Phiên bản anime truyền hình chuyển thể do xưởng phim A-1 Pictures sản xuất được lên sóng từ tháng 10 đến tháng 12 năm 2017.

## Cốt truyện
Sakuranomiya Maika là một nữ sinh trung học gặp khó khăn trong vấn đề tìm việc do mỗi khi cười trông cô rất đáng sợ. Vào một ngày nọ, cô vô tình gặp được được Dino. Một người quản lý người Ý tại quán cà phê Stile, nơi các nữ hầu bàn tiếp khách bằng những cử chỉ như tsundere hoặc như một người em gái. Maika có đặc điểm tàn bạo vì ngoại hình của mình, cô phải chấp nhận tính cách tàn nhẫn khi phục vụ khách hàng.

## Nhân vật
Sakuranomiya Maika (桜ノ宮 苺香)
Lồng tiếng bởi: Waki Azumi
Cao 150cm, 16 tuổi, sinh 4 tháng 4 (cung Bạch Dương), nặng 42kg, tính cách Do S. Là một cô gái dù có tính hòa đồng và vui vẻ, nhưng cô vẫn không tránh khỏi cái nhìn bạo dâm trong mắt mình mỗi khi cười. Cái nhìn này thường khiến những người nhìn vào đều bỏ chạy, nhưng nó lại gây chú ý đến Dino, người gọi cô là "nữ phục vụ tàn bạo" tại quán cà phê Stile. Cô được nhắc rằng các khách hàng đều thích bị đối xử tồi, cô mang tính cách là "Do S"; đối xử một cách tàn bạo/bạo dâm, nhưng luôn lo lắng về cách đối xử đó với khách hàng, khiến Maika hay xin lỗi khi họ rời đi. Cô xuất thân từ một gia đình theo truyền thống Nhật Bản, và cố gắng làm việc bán thời gian để có thể du học bằng tiền riêng của mình vì cô yêu thích các nước ngoại quốc. Niềm yêu thích văn hóa phương Tây đã tạo sự ngưỡng mộ của cô với Colonel Sanders (người mà Maika cho là "ông già tại nơi cửa hàng gà") và Ông già Nôen. Cô ngưỡng mộ Dino vì mái tóc vàng của anh nhưng không biết gì về tình cảm của Dino cho cô.

Kaho Hinata (日向 夏帆, Hinata Kaho)
Lồng tiếng bởi: Kitō Akari
Cao 165cm, 17 tuổi, sinh 12 tháng 8 (cung Sư Tử), nặng 44kg, tính cách tsundere. Cô thích các trò chơi điện tử và thỉnh thoảng thường đến trung tâm trò chơi, mỗi khi cô chơi đều có nhiều khán giả quan sát, nhưng cô cũng nhanh chóng hết tiền khi chơi. Dù là đảm nhiệm tính cách tsundere, Kaho luôn vui vẻ và quan tâm. Cô đôi khi không thể giữ tính cách tsundere của mình khi ai đó nhắc đến video game, cô sẽ không do dự tham gia vào. Kaho là nữ hầu bàn nổi tiếng nhất Stile. Có vẻ cô có tình cảm với Koyo do những tình huống hài hước mà cô bị lôi kéo với anh.

Dino (ディーノ, Dīno)
Lồng tiếng bởi: Maeno Tomoaki
Dino là một quản lý 26 tuổi người Ý của Stile và làm việc trong nhà bếp. Anh yêu thích các cô gái anime và figure, và thường hay thức khuya để xem anime. Anh dễ chảy máu mũi bất cứ khi nào anh phấn khích. Do bị thu hút bởi những cô gái Nhật Bản, đặc biệt là những cô gái tóc đen, anh nảy sinh tình cảm với Maika, mặc dù bản thân Maika không hề hay biết về sự thật này. Anh sống ở tầng hai phía trên Stile và nuôi một con chó tên là Owner (オ ー ナ ー) theo yêu cầu của Maika. Do tính cách lập dị của mình, anh thường bị các các nhân viên trong quán khác buộc tội là biến thái, và trong một lần thậm chí còn bị bắt do mô tả sự hấp dẫn của anh với Maika ở nơi công cộng.

Miu Amano (天野 美雨, Amano Miu)
Lồng tiếng bởi: Tanezaki Atsumi
Miu là một cô hầu bàn đáp ứng được đặc điểm của một người chị gái. Cô thường đeo kính, mặc dù có đeo kính áp tròng khi làm việc tại quán cà phê. Cô 22 tuổi, và thường cư xử thanh lịch; tuy nhiên, cô cũng là họa sĩ dōjinshi trong một nhóm có tên "Thư mục Hanazono" chuyên vẽ truyện tranh dành cho người lớn, và đôi khi cô suy nghĩ về các kịch bản cho dōjinshi của mình với những chi tiết khá rùng rợn. Sau khi vô tình để quên một trong những tác phẩm của mình tại quán cà phê khi cô đến thăm với tư cách là khách hàng, Dino đã tìm hiểu cô và cô chấp nhận làm việc ở quán vì muốn lấy cảm hứng cho dōjinshi của mình. Một trong những sở thích của cô là quan sát mọi người, đặc biệt là mối quan hệ giữa Dino và Maika; cô thậm chí còn sử dụng họ làm hình mẫu trong dōjinshi của mình, bất chấp sự phản đối kịch liệt từ Dino.

Hideri Kanzaki (神崎 ひでり, Kanzaki Hideri)
Lồng tiếng bởi: Tokui Sora
Hideri là một "cô hầu bàn" 16 tuổi đáp ứng được đặc điểm của một idol. Hideri thực ra lại là con trai ăn mặc như một cô gái và khao khát trở thành thần tượng. Cậu làm việc tại Stile để có được người hâm mộ; đưa ra bằng chứng cho cha mẹ cậu ta rằng mình là người tài năng, nếu không phải thừa kế trang trại của gia đình mình. Trong khi cậu luôn hành động như một cô gái "dễ thương", cậu có thể vô tình trở nên nam tính. Mặc dù thân thiện và năng động, cậu cũng vô cùng viển vông, và tự tin rằng bản thân là người cực kỳ dễ thương, thường khoe khoang về việc lượng người hâm mộ luôn cho là ngưỡng mộ cậu. Cậu cũng rất kén chọn quần áo, thích mặc những bộ trang phục dễ thương và theo phong cách Gothic thay vì những bộ quần áo vui nhộn và sexy, khiến Miu rất khó chịu. Cậu thỉnh thoảng cố gắng giúp Dino đến gần Maika hơn; dù vậy, Dino thường làm hỏng cơ hội bằng cách này hay cách khác.

Koyo Akizuki (秋月 紅葉, Akizuki Kōyō)
Lồng tiếng bởi: Suzuki Tatsuhisa
Kōyō là đầu bếp 21 tuổi tại Stile, người yêu thích yuri và luôn muốn thấy các khách hàng nữ thân mật với nhau để khơi dậy trí tưởng tượng của mình. Làm việc cùng với Dino, anh phải làm việc chăm chỉ hơn vì quản lý của mình lúc nào cũng thức đêm. Giống như Kaho, anh cũng là một game thủ và càng về sau càng có ý thức về cô ấy. Anh thường bối rối bất cứ khi nào anh vô tình nhìn thấy bộ ngực của Kaho, và sau đó có phần phát sinh hành động tsundere với cô.

Mafuyu Hoshikawa (星川 麻冬, Hoshikawa Mafuyu)
Lồng tiếng bởi: Anzu Haruno
Mafuyu là một nhân viên phục vụ khác tại Stile, thực ra là một sinh viên đại học 20 tuổi, nhưng đóng vai em gái vì thân hình nhỏ nhắn của cô. Tính cách thực của cô khá trưởng thành và hiếm khi bộc lộ cảm xúc, nhưng lại dễ bị kích động bất cứ khi nào có sự tham gia của bộ truyện yêu thích của cô, Aisatsu. Cô có một người em trai cao hơn cô, và cô luôn muốn có một đứa em gái, mặc dù cô sẽ không gộp Kaho vì thân hình khủng của cô. Mặc dù vào vai một cô em gái, nhưng cô có một mức độ khinh thường đối với người lolicon và đã từng từ chối một khách hàng, cô tin rằng anh ta chỉ quan tâm đến vẻ ngoài trẻ con dễ thương của mình.

Aika Sakuranomiya (桜ノ宮 愛香, Sakuranomiya Aika)
Lồng tiếng bởi: Matsuzaki Rei
Aika là chị gái của Maika, người ăn mặc theo phong cách Yamato nadeshiko. Cô thường lo lắng cho Maika vì đôi mắt đáng sợ của em mình. Giống như em gái mình, Aika là một nhân vật bạo dâm bẩm sinh. Cô nhầm Dino là bạn trai của Maika.

Koichi Sakuranomiya (桜ノ宮 香一, Sakuranomiya Kōichi)
Lồng tiếng bởi: Satō Shinki
Kōichi là anh trai của Aika và Maika, người có thể nhận ra từ mái tóc đen với phần tóc mái rẽ ngôi giữa. Giống như các chị em gái của mình, anh là một nhân vật bạo dâm bẩm sinh. Anh khá lo lắng cho Maika, người có ít bạn bè vì đôi mắt đáng sợ của em gái mình. Anh thường nhầm Dino là bạn trai của Maika.

## Truyền thông

### Manga
Blend S là một loạt manga bốn khung tranh Nhật Bản được viết và minh họa bởi Nakayama Miyuki. Bộ truyện lần đầu tiên được xuất bản vào số tháng 10 năm 2013 phát hành vào ngày 28 tháng 8 năm 2013 trong tạp chí Manga Time Kirara Carat của nhà xuất bản Houbunsha. Bộ truyện kết thúc trong số tháng 6 năm 2022 phát hành vào ngày 28 tháng 4 năm 2022. Tính ngày 26 tháng 5 năm 2022 đã có tổng cộng tám tập tankōbon của manga đã được xuất bản.
| # | Ngày phát hành       | ISBN              |
| - | -------------------- | ----------------- |
| 1 | 27 tháng 1 năm 2015  | 978-4-8322-4520-4 |
| 2 | 27 tháng 2 năm 2016  | 978-4-8322-4667-6 |
| 3 | 27 tháng 1 năm 2017  | 978-4-8322-4798-7 |
| 4 | 27 tháng 10 năm 2017 | 978-4-8322-4885-4 |
| 5 | 25 tháng 1 năm 2019  | 978-4-8322-7062-6 |
| 6 | 27 tháng 3 năm 2020  | 978-4-8322-7179-1 |
| 7 | 26 tháng 3 năm 2021  | 978-4-8322-7264-4 |
| 8 | 26 tháng 5 năm 2022  | 978-4-8322-7368-9 |

### Anime
Phiên bản anime truyền hình chuyển thể do xưởng phim A-1 Pictures sản xuất. Bộ anime được đạo diễn bởi Masuyama Ryōji, Zappa Gō biên kịch và Okuda Yōsuke phụ trách thiết kế nhân vật. Aniplex of America cấp phép phát sóng anime tại khu vực Bắc Mỹ. Ca khúc mở đầu là "Bon Appétit♡S" (ぼなぺてぃーと♡S Bonapetīto♡Esu) và kết thúc là "Detarame na Minus to Plus ni Okeru Blend Kō" (デタラメなマイナスとプラスにおけるブレンド考 Detarame na Mainasu to Purasu ni Okeru Burendo Kō) được thực hiện bởi Waki Azumi, Kitō Akari và Haruno Anzu dưới tên Blend A.
Vào tháng 11 năm 2017, ca khúc mở đầu trở thành một meme mạng xã hội trên Twitter và YouTube. Cách thức của meme là thêm những từ sau đoạn: "Smile, Sweet, Sister, Sadistic, Surprise, Service...", những từ đó là một từ trong văn hóa đại chúng hoặc từ của meme nổi tiếng nào đó, những từ đó thường bắt đầu bằng chữ S,...

#### Danh sách tập phim
| Số tập | Tên                                                                                  | Ngày phát sóng gốc   |
| --- | ------------------------------------------------------------------------------------ | -------------------- |
| 1 | "Hajimete no Do Esu" "はじめてのドS ()"                                              | 8 tháng 10 năm 2017  |
| Sakuranomiya Maika muốn tìm một công việc bán thời gian để kiếm đủ tiền đi du học, nhưng không được nơi nào nhận, do vẻ mặt đáng sợ của cô mỗi khi ai đó nhìn vào và khiến họ tháo chạy. Một ngày cô tìm thấy Stile, một quán cafe nơi người quản lý người Ý tên Dino, thích thú với cái nhìn của cô và muốn Maika trở thành một nữ hầu bàn "bạo dâm" (sadistic) cho quán. Cô biết được rằng ở đây, những người hầu bàn thường phục vụ khách hàng với một tính cách riêng vì khách hàng thích cách phục vụ đó. Maika được nhận vào thành công, nhưng vẫn lo ngại về việc tiếp khách vì cô là người mới, nên cô sơ ý đã phục vụ một cặp khách hàng với cách nhìn bạo dâm. Cô gặp và kết bạn với Hinata Kaho, cô hầu bàn tsundere, và Hoshikawa Mafuyu, cô hầu bàn em gái trẻ. Đến tối, Maika đi cùng họ đến trung tâm trò chơi sau khi biết Kaho thích video game. Ngày hôm sau, Maika bất ngờ hôn Dino vì khi đó cô nghĩ đây là một lời chào, khiến Dino chảy máu mũi. |                                                                                      |                      |
| 2 | "Jingi Naki Suītsum" "仁義なきスイーツ ()"                                           | 15 tháng 10 năm 2017 |
| Maika cố gắng luyện tập để trở nên tàn bạo, cô nhất định cười mỗi khi tiếp khách. Nhưng mỗi lần cười lại khiến cô tàn bạo lần nữa. Trong lúc đó, Maika cố gắng nói tiếng Anh với một khách hàng ngoại quốc. Koyo gợi ý nếu có thêm khách hàng nữ, Maika và Kaho đã thực hiện vai trò đó nhờ ăn kem của nhau. Mafuyu tranh chấp với Dino một mô hình magical girl, nhưng sau đó lại thuộc về tay Kaho. Các nhân viên Stile giữ truyền thống theo mùa của họ bằng cách thêm một món mới vào thực đơn, tổ chức một cuộc thi giữa hai đội. Maika sơ ý dùng muối, vinegar và tương cay tabasco trong món kem parfait của cô và Mafuyu, món kem trở nên nổi tiếng trong quán do khách hàng cho rằng, nó là một món kem tàn bạo chế biến bởi Maika. Chiến thắng cuộc thi, Maika nói phần thưởng của cô chính là được vui bên các bạn hầu bàn. Ngày sau, Mafuyu đưa Maika vào một bộ magical girl, đây là phần thưởng riêng của Mafuyu dành cho cô. |                                                                                      |                      |
| 3 | "Dēto Nochi Jūhachi-kin" "デートのち18禁 ()"                                         | 22 tháng 10 năm 2017 |
| Maika kể Dino nghe về chuyện cô đã hứng thú với các nước ngoại quốc như thế nào, khi còn 5 tuổi, một người ngoại quốc đã nói chuyện với cha cô, niềm thích thú từ đó đã ảnh hưởng tới tuổi thơ của Maika. Sau khi Dino đi đến một cuộc hẹn với Maika, nhưng Maika đã mời thêm Koyo và Kaho vì nghĩ đây là chuyến đi chơi cho các nhân viên Stile. Dino mua tặng Maika một món quà, từ trang phục và cuối cùng là móc khóa, mọi chuyện kết thúc khi cả hai mua cùng món quà. Sau đó, một tạp chí hentai dōjinshi về một nữ sinh bị trói buộc, do một khách hàng bỏ quên đã gây nên rắc rối cho Stile. Họ trả lại cho người sở hữu bằng cách hỏi từng khách hàng, thậm chí dán một tờ giấy ghi "cuốn sách tự xuất bản" bị mất. Một khách hàng chú ý tờ giấy và đến thu về, mọi người trong Stile đều ngạc nhiên khi khách hàng đó là một người phụ nữ trẻ. |                                                                                      |                      |
| 4 | "Kōhai wa Onee-san (Kenzen)" "後輩はおねえさん（健全) ()"                            | 29 tháng 10 năm 2017 |
| Khách hàng là chủ nhân của cuốn tạp chí, đồng thời là người viết nó, Amano Miu, ngày sau được thuê làm hầu bàn mang tính cách "chị cả" của quán. Cô nhầm Maika và Dino là một cặp vì thấy cả hai dùng chung móc khóa, hay Dino nói to trước mặt Maika, cô dùng họ làm cảm hứng cho cuốn tạp chí dōjinshi của mình, cô biết từ Kaho rằng Dino yêu đơn phương. Các khách hàng tuần trước đến Stile đã để lại nhận xét về các nhân viên của quán, một người cho rằng Maika cần bạo dâm hơn, ai nấy cũng đều huấn luyện cô, thông qua các anime không lành mạnh, trò chơi bạo lực,... Từ những điều này là kết quả cho việc tính cách bạo dâm của Maika đạt giới hạn, nhưng nó có thể làm thay đổi bầu không khí quán nên Maika được yêu cầu tính cách này ở mức trung, nhưng vài khách hàng vẫn muốn cô phục vụ với tính cách này. Giải pháp cuối có thể giúp cô bớt bạo dâm là cười. Sau đoạn ending, Maika tra tấn một khách hàng bằng nước. |                                                                                      |                      |
| 5 | "Ame Nochi Kaze" "雨のちカゼ ()"                                                     | 5 tháng 11 năm 2017  |
| Trong khi Miu bán những cuốn tạp chí của cô thì tại Stile hiện là ngày tóc đuôi ngựa, tất cả nhân viên của quán đều buộc tóc họ thành kiểu đuôi ngựa. Maika có vấn đề khi không buộc tóc sẽ gây ra tĩnh điện, vì tóc cô quá mỏng, Dino đưa Maika một chai dưỡng tóc để phục hồi, cô bất ngờ vì nó là sản phẩm nước ngoài. Trời đột nhiên mưa, Dino đi cùng Maika để đưa cô đến ga xe lửa. Trong khi đó, Koyo bắt gặp Kaho chơi một trò chơi di động, tên I Passport, anh cũng chơi theo. Cả hai mải miết chơi mà nhận ra mình bị Dino vô tình nhốt lại, trong căn phòng tối. May mắn khi Dino quay lại, Koyo có thể mua ấn phẩm truyện tranh và Kaho có thể xem trò chơi mới. Ngày sau, Dino rối trí vì Maika bị cảm sau trận mưa hôm qua. Anh, Kaho và Mafuyu quyết định đến thăm Maika. Họ gặp anh trai Kōichi và chị gái Aika của cô, cả hai người bất ngờ vì Maika có bạn. Họ nhầm Dino là bạn trai Maika, anh được họ liên tục phỏng vấn cho tới khi họ bị cơn thịnh nộ của Maika giáng xuống. |                                                                                      |                      |
| 6 | "Mizube ni Matsuwaru Etosetora (Seijin-zumi))" "水辺にまつわるエトセトラ（成人済 ()" | 12 tháng 11 năm 2017 |
| Maika, Dino và Mafuyu đến một bờ sông để chuẩn bị cho tiệc nướng, nhưng Kaho, Miu, và Koyo thà muốn ở nhà chơi video game, đọc sách hoặc đến Karaoke hơn là ra ngoài sông. Maika đem một con cá thu lớn đến bữa tiệc, Dino cắt và nướng nó để mọi người cùng thưởng thức. Khi mặt trời lặn và các nhân viên Slite bắt đầu về nhà, Dino nhận thấy Maika một ngày nào đó muốn đến bãi biển. Ngày sau, Maika cùng Dino đi mua sắm để chọn cho cô một bộ đồ bơi, cô chưa có bất kì bộ nào trừ bộ ở trường. Ngày tiếp theo, các nhân viên Stile đều có mặt tại bờ biển. Koyo ngạc nhiên khi anh nhìn thấy Kaho, vì anh chưa từng thấy cô gái nào trong bộ đồ bơi tại biển ngoài đời. Tất cả nhân viên Stile vui vẻ chơi dưới biển, ném bóng và thậm chí đắp cáp lên người Koyo. Sau khi mua kem và đá bào cùng Dino, Maika vô tình bị chấn thương chân, Dino nhanh chóng băng bó chân cô lại. Khi mặt trời đã xuống, Dino hỏi Maika rằng chuyến đi biển liệu có vui, cô trả lời có. |                                                                                      |                      |
| 7 | "Banana ni Ichigo de, Isogashii" "バナナにイチゴで、いそがしい ()"                   | 19 tháng 11 năm 2017 |
| Trước khi mở cửa quán, Kaho trở về với làn da cô bị cháy nắng, trong khi Maika chỉ cháy phần nhỏ trên mặt cô. Dino liền nảy ra một ý tưởng. Sáng tiếp theo là ngày rừng rậm, tất cả nhân viên Stile sẽ theo phong cách nhiệt đới. Maika bối rối khi cô bị lạc trong lúc tìm đường đến bàn cho hai khách hàng. Mafuyu mặc một bộ đồ khỉ và phục vụ chuối, ngay lúc đó Miu giúp một khách hàng ăn. Hôm sau, Dino sốc khi biết quán đã hết dâu tây, anh và Maika quyết định đến siêu thị để mua. Dâu đã bán hết khiến họ phải sang siêu thị khác. Kaho, Mafuyu và Miu gợi ý khách hàng gọi món crepe chuối và bánh kem cam ngoài dâu. Tại siêu thị, Maika tìm thấy quầy dâu tây cuối, trùng hợp khi cô và một cô bé nhỏ lấy phần dâu cuối còn sót, cô bé bật khóc khi thấy vẻ nhìn của Maika. Dino xin lỗi mẹ cô bé và đưa lại phần dâu cho anh. Trên đường về, Maika thất vọng khi làm một cô bé khóc và muốn nghỉ việc, nhưng Dino đã an ủi cô tốt hơn, anh quá nhiệt tình và không may bị bắt bởi một cảnh sát nghĩ anh đang phiền Maika quá mức. Đến tối, Stile gợi ý họ nên tuyển thêm một hầu bàn. Ngày sau, một người đến xin việc tại quán. |                                                                                      |                      |
| 8 | "Aidoru Zokusei mo, Tsuitemasu" "アイドル属性も、ついてます ()"                      | 26 tháng 11 năm 2017 |
| Kanzaki Hideri được thuê làm nhân viên mới của Stile với tính cách "idol" "tomboy", Hideri phải mượn tạm đồng phục Maika mặc vì Dino chưa chuẩn bị đồng phục nào cho người mới. Cả quán tìm ra ngoài vẻ nữ giới của Hideri thực chất là một cậu bé, mong muốn của cậu trở thành một thần tượng dễ thương bất chấp giới tính. Một ngày, Dino có tình cảm với Maika, anh thú nhận với cô khác nhưng đều thất bại. Tại giờ đóng cửa, Dino thú thật với Maika nhưng không như Hideri và Akizuki nghĩ. Hôm sau, Hideri bắt gặp Miu ở trung tâm mua sắm, cả hai đều không thể tìm một đồng phục hợp cho cậu ở đây. Miu gợi ý cho Hideri rằng cậu nên hỏi Mafuyu nếu có đồng phục nào cậu có thể mặc. Đến cuối, Miu và Mafuyu quyết cho cậu mặc bộ magical, bộ không thể mặc khi phục vụ, sau đó là đồng phục trường mầm non làm Hideri mất tinh thần hơn. |                                                                                      |                      |
| 9 | "Owner Shūnin Sister Shūrai" "オーナー就任、シスター襲来 ()"                         | 3 tháng 12 năm 2017  |
| 10 | "Oshiete Ageru" "おしえて、あ・げ・る ()"                                            | 10 tháng 12 năm 2017 |
| 11 | "Tsundere Jōzu, Kabe Don wa Heta" "ツンデレ上手、壁ドンは下手 ()"                    | 17 tháng 12 năm 2017 |
| 12 | "Daisuki desu!" "大好きですっ!) ()"                                                  | 24 tháng 12 năm 2017 |